# Herstappe
Herstappe is een plaats en faciliteitengemeente in de provincie Limburg in België. Ze behoort tot het kieskanton en het gerechtelijk kanton Tongeren. De gemeente telde op 1 januari 2025 75 inwoners, waardoor het de gemeente is met het kleinste aantal inwoners van België.

## Toponymie
Herstappe wordt voor het eerst vermeld als Hastaples en Haristaplia in 1143. De naam is een samentrekking van het woord stapula ('opslagplaats') en het Germaanse woord harja ('leger)'.

## Geschiedenis
In de buurt van Herstappe ligt de Herstappeltombe, een Romeinse tumulus op het grondgebied van de Tongerse deelgemeente Lauw. Langs deze tumulus ligt de N614 waar vroeger de Romeinse weg van Tongeren naar Amay liep.
Vanwege de status van faciliteitengemeente ontsnapte Herstappe in 1977 aan de grote fusie van Belgische gemeenten. Omwille van deze faciliteiten voor Franstalige inwoners kan de gemeente niet verdergaan met fusiegemeente Tongeren-Borgloon.

## Geografie

### Topografische ligging
Herstappe ligt in het zuiden van Limburg. De gemeente heeft een oppervlakte van 1,35 km², waardoor het de op twee na kleinste gemeente van België qua oppervlakte is. Enkel de Brusselse gemeenten Sint-Joost-ten-Node en Koekelberg zijn met respectievelijk 1,14 km² en 1,17 km² kleiner dan Herstappe. Binnen Limburg is As de tweede kleinste gemeente met een oppervlakte van 22,07 km², wat nog steeds ruim 15 keer groter dan Herstappe is.
De gemeente heeft drie buurgemeenten. In het oosten, noorden en westen wordt Herstappe omringd door Tongeren. De N614 vormt in het westen de grens met Tongeren terwijl in het noorden en oosten de scheidingslijn niet duidelijk waarneembaar is. De grens tussen de Limburgse gemeenten loopt immers door velden en weilanden. In het zuiden grenst Herstappe aan twee Waalse gemeenten, Crisnée in het zuidwesten en Awans in het zuidoosten. De grens met buurgemeente Awans bedraagt niet meer dan 700 meter. De straat Voie de Maastricht en de Villers d'Evêquestraat vormen gedeeltelijk de grens met Crisnée. De dichtstbijgelegen kernen zijn Lauw in het noordwesten, Rutten in het noorden, Diets-Heur in het noordoosten, Elch in het zuidoosten, Villers-l'Évêque en Odeur in het zuiden, Crisnée in het zuidwesten en Wouteringen in het westen.

## Demografie

### Demografische ontwikkeling
- Bron: Statbel

Bevolkingspiramide

- Opmerking: 1831 t/m 1981 = volkstellingen; vanaf 1990 = inwonertal op 1 januari

| Inwoners van jaar tot jaar op 1 januari 1992 tot heden | Inwoners van jaar tot jaar op 1 januari 1992 tot heden | Inwoners van jaar tot jaar op 1 januari 1992 tot heden |
| jaar                                                   | Aantal                                                 | Evolutie: 1992=index 100                               |
| ------------------------------------------------------ | ------------------------------------------------------ | ------------------------------------------------------ |
| 1992                                                   | 93                                                     | 100,0                                                  |
| 1993                                                   | 94                                                     | 101,1                                                  |
| 1994                                                   | 92                                                     | 98,9                                                   |
| 1995                                                   | 92                                                     | 98,9                                                   |
| 1996                                                   | 90                                                     | 96,8                                                   |
| 1997                                                   | 85                                                     | 91,4                                                   |
| 1998                                                   | 84                                                     | 90,3                                                   |
| 1999                                                   | 85                                                     | 91,4                                                   |
| 2000                                                   | 85                                                     | 91,4                                                   |
| 2001                                                   | 86                                                     | 92,5                                                   |
| 2002                                                   | 84                                                     | 90,3                                                   |
| 2003                                                   | 87                                                     | 93,5                                                   |
| 2004                                                   | 87                                                     | 93,5                                                   |
| 2005                                                   | 86                                                     | 92,5                                                   |
| 2006                                                   | 82                                                     | 88,2                                                   |
| 2007                                                   | 85                                                     | 91,4                                                   |
| 2008                                                   | 84                                                     | 90,3                                                   |
| 2009                                                   | 85                                                     | 91,4                                                   |
| 2010                                                   | 80                                                     | 86,0                                                   |
| 2011                                                   | 85                                                     | 91,4                                                   |
| 2012                                                   | 87                                                     | 93,5                                                   |
| 2013                                                   | 85                                                     | 91,4                                                   |
| 2014                                                   | 85                                                     | 91,4                                                   |
| 2015                                                   | 86                                                     | 92,5                                                   |
| 2016                                                   | 89                                                     | 95,7                                                   |
| 2017                                                   | 89                                                     | 95,7                                                   |
| 2018                                                   | 88                                                     | 94,6                                                   |
| 2019                                                   | 83                                                     | 89,2                                                   |
| 2020                                                   | 79                                                     | 84,9                                                   |
| 2021                                                   | 78                                                     | 83,9                                                   |
| 2022                                                   | 79                                                     | 84,9                                                   |
| 2023                                                   | 77                                                     | 82,8                                                   |
| 2024                                                   | 76                                                     | 81,7                                                   |
| 2025                                                   | 75                                                     | 80,6                                                   |

## Bezienswaardigheden

### Sint-Jan-Baptistkerk
De Sint-Jan-Baptistkerk (Johannes de Doper) parochiekerk (foto) is een eenbeukige neogotische kerk ter vervanging van de oorspronkelijke kerk, die reeds in 1711 als in slechte staat wordt beschreven. Deze kerk werd in 1858-1859 afgebroken en in 1869 vervangen door het huidige gebouw.

### Het Heilige Huisje
Op het hoogste punt bij Herstappe staat het Heilig Huisje en men heeft daar een vergezicht op de kerk van Rutten, de basiliek van Tongeren en bij helder weer de koeltorens van Genk. Het Heilige Huisje, uit de 15e eeuw, staat op Tongers grondgebied en is eigendom van de kerkfabriek van Rutten. Deze kapel met gewijde altaarsteen werd gebruikt tijdens de kruisdagenprocessies. Bedevaarders kwamen er ook bescherming vragen tegen zieken voor hun vee. Ze werd gebouwd ter nagedachtenis aan de Slag bij Othée die plaatsvond op 23 september 1408. Aan het Heilig Huisje staan, zoals traditioneel, ook twee kapellindes.

### Het Tolhuis
In 1770 werd er door het prinsbisdom op de hoofdweg tussen Luik en Borgloon een tolhuis gebouwd om via een tolheffing inkomsten te hebben om de weg te onderhouden.

### De Haspenhoeve
De Haspenhoeve is een vierkantshoeve in de dorpskern van Herstappe en dateert van 1782. De ingangspoort in de zuidoostelijke vleugel is gebouwd in Lodewijk XVI-stijl. Het woonhuis en een deel van de stallen zijn in 1832 herbouwd in opdracht van notaris Franken en zijn echtgenote die er destijds woonden. De Haspenhoeve is rond 2012 gerestaureerd en de hoeve wordt geëxploiteerd als B&B.

### Knotes
In Herstappe staat een zéér oude knotboom. Het betreft een gewone es die ook de hoek van een perceel markeerde. De knotes zou meerdere eeuwen oud zijn en is beschermd als monument.

## Evenementen
Tijdens Herstappe 1408, de viering van de 600ste verjaardag van de Slag bij Othée op 13 september 2008, is de binnenplaats van de Haspenhoeve gebruikt als open theater waarbij onder een middeleeuwse marktplaats georganiseerd werd. Ook vonden er nog andere historische activiteiten plaats in Herstappe en Elch. 's Avonds organiseerden beide dorpen een fakkeltocht naar de Ezelsbeek waar de slag plaatsvond.

## Verkeer en vervoer

### Wegverkeer

#### Gewestwegen
De N614 is de enige gewestweg in Herstappe. De weg loopt ten westen van het centrum en vormt een verbinding tussen Koninksem nabij Tongeren en Amay. Deze gewestweg ligt op de plaats waar vroeger de Romeinse weg tussen Tongeren en Amay gelegen was. De lokale straatnaam van de N614 is Hoeise Kassei.

#### Lokale wegen
Op het grondgebied van de gemeente Herstappe lopen slechts vier straten waaraan gebouwen liggen: de Crisnéestraat, de Dorpsstraat, de Kerkstraat en de Villers-l'Evêquestraat. Vanwege de status van faciliteitengemeente zijn de straatnaamborden zowel in het Nederlands als Frans opgesteld. De Franstalige namen van deze straten zijn respectievelijk Rue de Crisnée, Rue du Village, Rue de l'Eglise en Rue de Villers-l'Evêque.
Naast deze vijf straten lopen op het grondgebied van Herstappe drie straten die slechts adressen hebben in de buurgemeenten van Herstappe en niet in Herstappe zelf: de Luykerweg, de Voie de Maastricht en de Hoeise Kassei. De Luykerweg ligt in het verlengde van de Rue de Lowaige in buurgemeente Awans en komt uit op de Kerkstraat ten noorden van het centrum van Herstappe. Het Heilig Huisje, dat zich op het grondgebied van Tongeren bevindt, ligt aan de Luykerweg. De Voie de Maastricht is een straat die op het grondgebied van buurgemeente Crisnée loopt. Ten zuidoosten van het centrum van Herstappe kruist deze straat met de Villers-l'Evêquestraat om uiteindelijk op de Luykerweg uit te komen. De Hoeise Kassei is de naam van de N614 die ten westen van het centrum van Herstappe loopt.
In 2014 legden de inwoners van Herstappe zelf een asfaltlaag over de zandweg die een verbinding vormde tussen de Crisnéestraat en de Villers-l'Evêquestraat.

### Openbaar vervoer

#### Bus
In Herstappe ligt een bushalte van vervoermaatschappij De Lijn. De naam van deze halte is Herstappe Kerk. De halte ligt aan lijn T3 van het Tongerse stadsbusnetwerk. Lijn T3 verbindt Herstappe via Lauw, Koninksem, het Tongerse centrum, Nerem en Vreren met Diets-Heur, dat ongeveer 5 kilometer ten noordoosten van Herstappe ligt. Verder ligt Herstappe in het belbusgebied van Tongeren.
De dichtstbijzijnde bushalte is de halte Herstappe Kapel die op het grondgebied van Tongeren ligt. De halte ligt ten noordoosten van het centrum, aan de andere kant van de Hoeise Kassei (N614).

## Politiek en bestuur

### Structuur
De gemeente Herstappe ligt in het kieskanton Tongeren en het provinciedistrict Tongeren, het kiesarrondissement Hasselt-Tongeren-Maaseik (identiek aan de kieskring Limburg). Voorts hoort Herstappe bij het gerechtelijk arrondissement Limburg, het bestuurlijk arrondissement Tongeren en het gerechtelijk kanton Tongeren-Voeren.
In Herstappe zijn faciliteiten voor de Franstalige inwoners.
| Herstappe        | Herstappe        | Supranationaal         | Nationaal                         | Nationaal          | Gemeenschap       | Gewest            | Provincie         | Arrondissement           | Provinciedistrict | Kanton          | Gemeente        |
| ---------------- | ---------------- | ---------------------- | --------------------------------- | ------------------ | ----------------- | ----------------- | ----------------- | ------------------------ | ----------------- | --------------- | --------------- |
| Administratief   | Niveau           | Europese Unie          | België                            | België             | Vlaanderen        | Vlaanderen        | Limburg           | Tongeren                 | Tongeren          | Tongeren        | Herstappe       |
| Administratief   | Bestuur          | Europese Commissie     | Belgische regering                | Belgische regering | Vlaamse regering  | Vlaamse regering  | Deputatie         | Deputatie                | Deputatie         | Deputatie       | Gemeentebestuur |
| Administratief   | Raad             | Europees Parlement     | Kamer van volksvertegenwoordigers | Vlaams Parlement   | Vlaams Parlement  | Vlaams Parlement  | Provincieraad     | Provincieraad            | Provincieraad     | Provincieraad   | Gemeenteraad    |
| Kiesomschrijving | Kiesomschrijving | Nederlands Kiescollege | Kieskring Limburg                 | Kieskring Limburg  | Kieskring Limburg | Kieskring Limburg | Kieskring Limburg | Hasselt-Tongeren-Maaseik | Tongeren          | Tongeren        | Herstappe       |
| Verkiezing       | Verkiezing       | Europese               | Federale                          | Federale           | Vlaamse           | Vlaamse           | Provincieraads-   | Provincieraads-          | Provincieraads-   | Provincieraads- | Gemeenteraads-  |

### Geschiedenis

#### (Voormalige) Burgemeesters
| Tijdspanne | Burgemeester     | Partij                                     |
| ---------- | ---------------- | ------------------------------------------ |
| 1975-1994  | Albert Renard    | G.B.-I.C.                                  |
| 1994-2015  | Serge Louwet     | HTD-HDM                                    |
| 2015-2018  | Claudy Prosmans  | G.B.-I.C. (2015-2018) onafhankelijk (2018) |
| 2019-2021  | Leon Lowet       | G.B.-I.C.                                  |
| 2022-      | Marlutje Jackers | G.B.-I.C.                                  |

#### College van burgemeester en schepenen
Het college van burgemeester en schepenen van Herstappe telt een burgemeester en twee schepenen. Vóór de legislatuur 2013-2018 telde het schepencollege van Herstappe drie schepenen.

#### Gemeentesecretaris
Sedert eind april 2015 is Ivo Carlens dienstdoend gemeentesecretaris van Herstappe. Hij volgde in deze positie Dragan Marcovic op, die op 1 april 2015 de gerechtigde pensioenleeftijd bereikte. Marcovic was tevens gemeentesecretaris van faciliteitengemeente Voeren. Carlens is naast zijn functie als dienstdoend gemeentesecretaris van Herstappe ook sinds november 2016 gemeentesecretaris van Heers, waar hij voorheen deeltijds OCMW-secretaris was.

#### Gemeenteraad

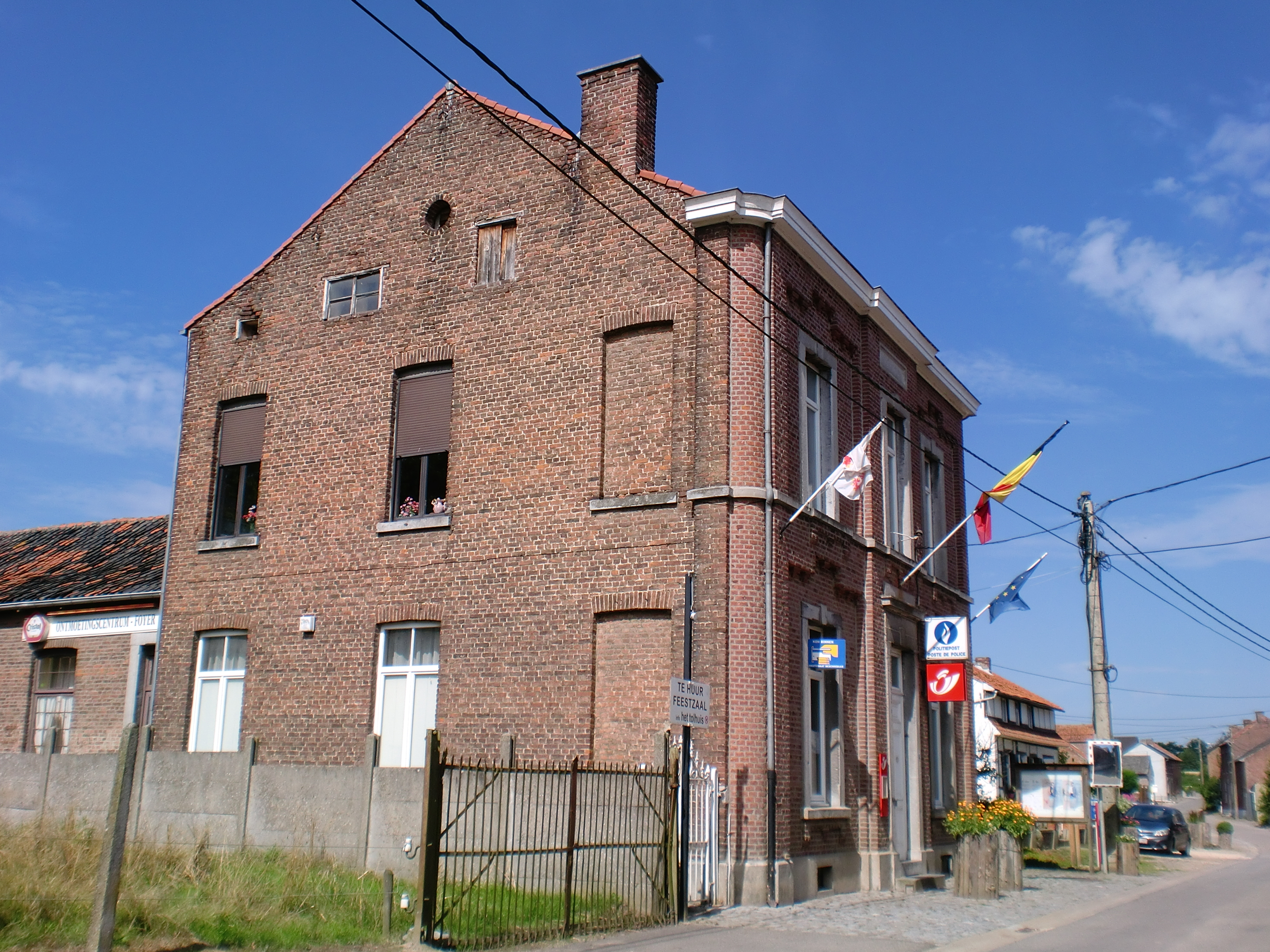
Gemeentehuis van Herstappe

#### Lokale partijen
Slechts twee politieke partijen zijn vertegenwoordigd in Herstappe. Enerzijds is er Gemeentebelangen-Intérêts communaux (G.B.-I.C.) van oud-burgemeester Albert Renard, anderzijds is er Herstappe 2000 (HTD-HDM), dat voor het eerst deelnam aan de verkiezingen in 1994. In 2011 ontstond de eenheidslijst Gemeentebelangen. Bijgevolg werden in 2012 geen gemeenteraadsverkiezingen gehouden in Herstappe. Op de lijst stonden leden van zowel G.B.-I.C. als HTD-HDM.

#### Legislatuur 1994-2000
Vóór 1994 was er slechts een partij in Herstappe die een lijst indiende. Deze partij was Gemeentebelangen-Intérêts communaux (G.B.-I.C.) van burgemeester Albert Renard. Zijn partij bezette alle 7 zetels in de gemeenteraad en hij was burgemeester van Herstappe van 1975 tot 1994. Bij de gemeenteraadsverkiezingen van 1994 moesten de inwoners van Herstappe voor het eerst in enkele decennia terug stemmen. De reden hiervoor was dat een nieuwe partij, Herstappe 2000 (HTD-HDM), een lijst indiende. G.B.-I.C. van zittend burgemeester Renard behaalde slechts een zetel in de gemeenteraad voor de legislatuur 1994-2000. De nieuwe burgemeester van Herstappe was Serge Louwet, lijsttrekker van Herstappe 2000.

#### Legislatuur 2000-2006
De gemeenteraadsverkiezingen van 2000 werden andermaal gewonnen door HTD-HDM van burgemeester Louwet. Oppositiepartij G.B.-I.C. ging er wel op vooruit: van 1 naar 2 zetels in de gemeenteraad. Bijgevolg verloor de partij van Serge Louwet een zetel in de gemeenteraad.

#### Legislatuur 2006-2012
Bij de gemeenteraadsverkiezingen van 2006 had Herstappe slechts 70 kiesgerechtigden die de kleinste gemeenteraad van Vlaanderen (7 leden) en het kleinste college van burgemeester en schepenen (3 leden) kozen. Voor de verkiezingen van 2006 betekende dit dat 1 op 10 van de kiesgerechtigde inwoners van Herstappe een politieke functie bekleedde. In 2009 waren er 73 stemgerechtigden voor de Europese en Vlaamse verkiezingen. De partij HTD-HDM van zittend burgemeester Serge Louwet behaalde 62,3 procent en oppositiepartij G.B.-I.C. behaalde 37,7 procent van de stemmen. De partijen gingen er respectievelijk 0,2 procent op achteruit en vooruit.

#### Legislatuur 2013-2018
De gemeenteraadsverkiezingen van 2012 vonden niet plaats in Herstappe. Aangezien de twee partijen van de vorige verkiezingen een eenheidslijst indienden (G.B.-I.C.), kreeg deze alle 7 zetels. Hiermee waren de inwoners van Herstappe de enigen in Vlaanderen die hun stem niet moesten uitbrengen voor de gemeenteraad. Burgemeester bleef Serge Louwet van de G.B.-I.C., de partij die alle 7 zetels in de gemeenteraad bezet.
Op 1 januari 2015 werd Louwet als burgemeester opgevolgd door Claudy Prosmans.
Prosmans stapte in juni 2018 op uit de eenheidspartij nadat uit een anonieme brief bleek dat enkele inwoners van Herstappe niet in de gemeente woonden, maar er wel een adres hadden. Het zou gaan om 8 inwoners, wat neerkomt op ongeveer 10 procent van de gehele bevolking van Herstappe. Prosmans bleef verder zetelen als burgemeester van Herstappe, weliswaar als onafhankelijke.

#### Legislatuur 2019-2024
Burgemeester was Leon Lowet (GB-IC) tot 2021. Hij leidde een meerderheid van 4 zetels op 7. Daarna was Marlutje Jackers (GB-IC) burgemeester. Herstappe + vormde met 3 zetels de oppositie.

#### Legislatuur 2024-2030
Burgemeester is Marlutje Jackers (GB-IC). De GB-IC was de enige partij die opkwam.

#### Resultaten gemeenteraadsverkiezingen sinds 1976
| Partij of kartel     | Partij of kartel                                | 10-10-1976 | 10-10-1976 | 10-10-1982 | 10-10-1982 | 9-10-1988 | 9-10-1988 | 9-10-1994 | 9-10-1994 | 8-10-2000 | 8-10-2000 | 8-10-2006 | 8-10-2006 | 14-10-2012 | 14-10-2012 | 14-10-2018 | 14-10-2018 | 13-10-2024 | 13-10-2024 |
| Stemmen / Zetels     | Stemmen / Zetels                                | %          | 7          | %          | 7          | %         | 7         | %         | 7         | %         | 7         | %         | 7         | %          | 7          | %          | 7          | %          | 7          |
| -------------------- | ----------------------------------------------- | ---------- | ---------- | ---------- | ---------- | --------- | --------- | --------- | --------- | --------- | --------- | --------- | --------- | ---------- | ---------- | ---------- | ---------- | ---------- | ---------- |
|                      | Gemeentebelangen-Intérêts communaux (G.B.-I.C.) | 100        | 7          | 100        | 7          | 100       | 7         | 28,77     | 1         | 37,5      | 2         | 37,68     | 2         | 100,00     | 7          | 58,2       | 4          | 100,00     | 7          |
|                      | Herstappe 2000 (HTD-HDM)1 / Herstappe +2        | -          |            | -          |            | -         |           | 71,231    | 6         | 62,51     | 5         | 62,321    | 5         | 100,00     | 7          | 41,82      | 3          | -          |            |
| Totaal stemmen       | Totaal stemmen                                  | 80         | 80         | -          | -          | 63        | 63        | 73        | 73        | 72        | 72        | 69        | 69        | -          | -          | 72         | 72         | -          | -          |
| Opkomst %            | Opkomst %                                       |            |            |            |            | 91,3      | 91,3      | 100       | 100       | 100       | 100       | 100       | 100       | -          | -          | 101,4      | 101,4      | -          | -          |
| Blanco en ongeldig % | Blanco en ongeldig %                            | 0          | 0          |            |            | 0         | 0         | 0         | 0         | 0         | 0         | 0         | 0         | -          | -          | 6,9        | 6,9        | -          | -          |

De zetels van de gevormde meerderheid staan vetjes afgedrukt.

## Afbeeldingen

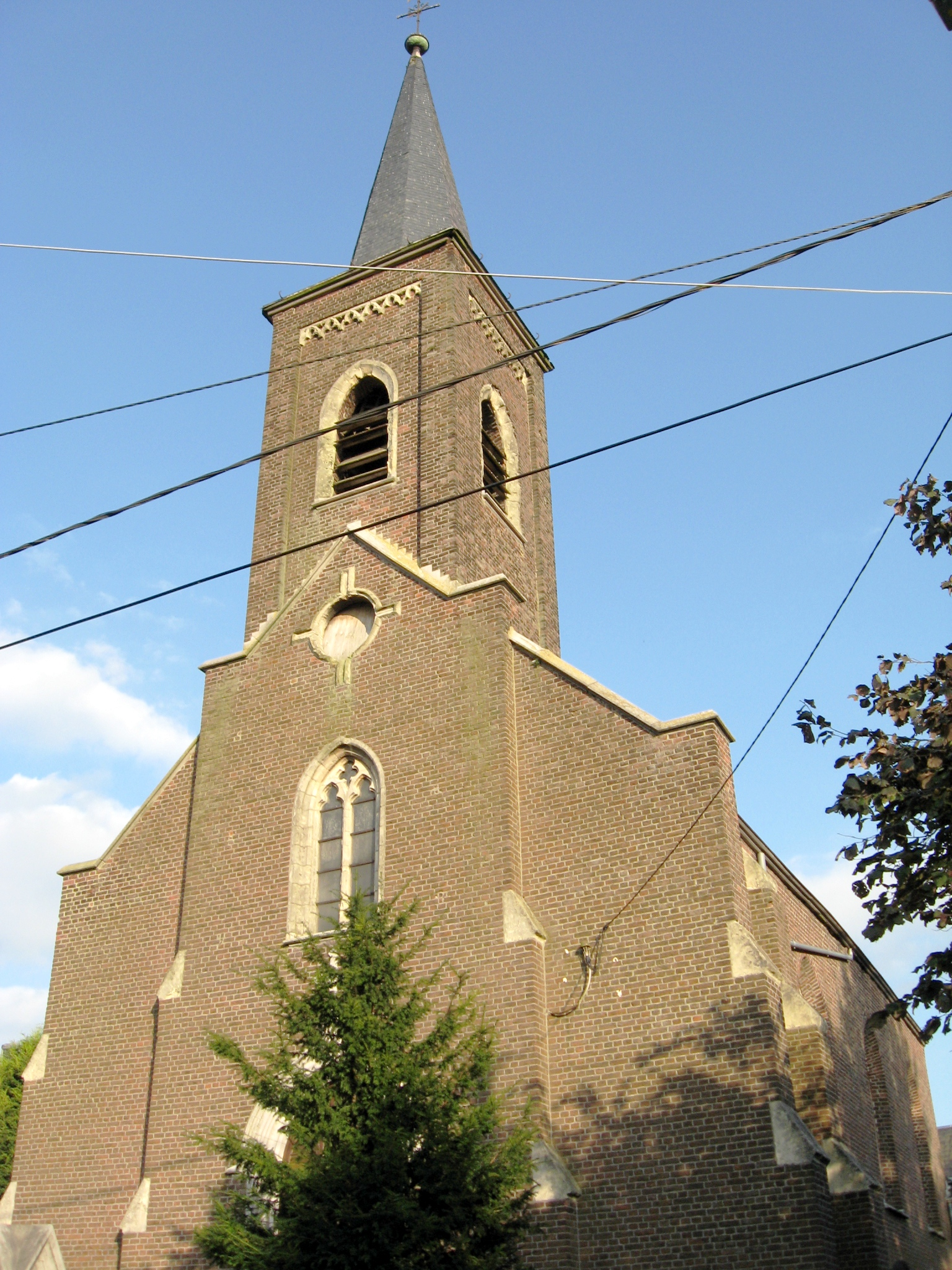
De Sint-Jan Baptistkerk van Herstappe
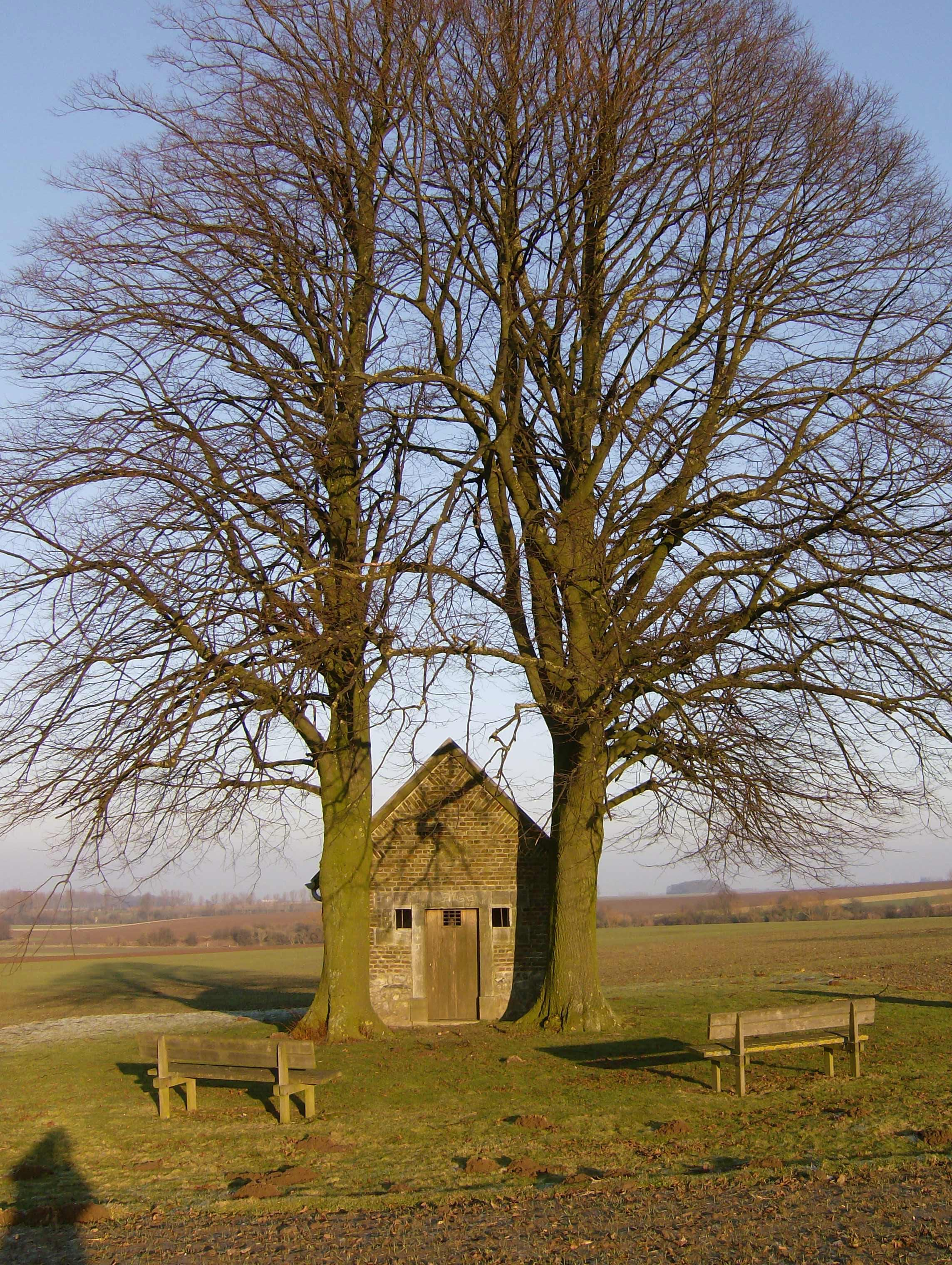
Heilig Huisje bij Herstappe
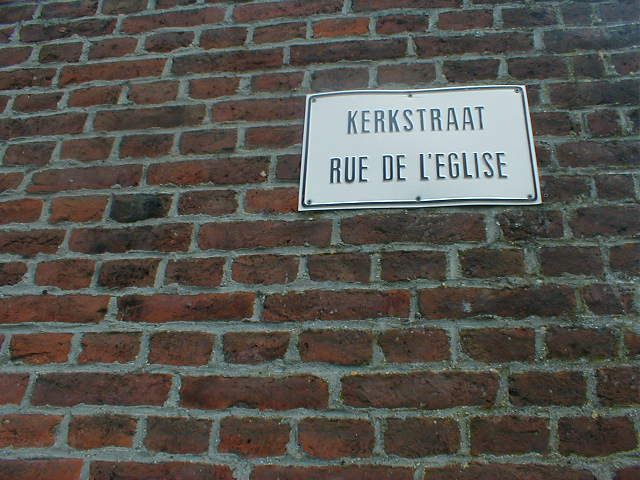
Tweetalig straatnaambord in Herstappe
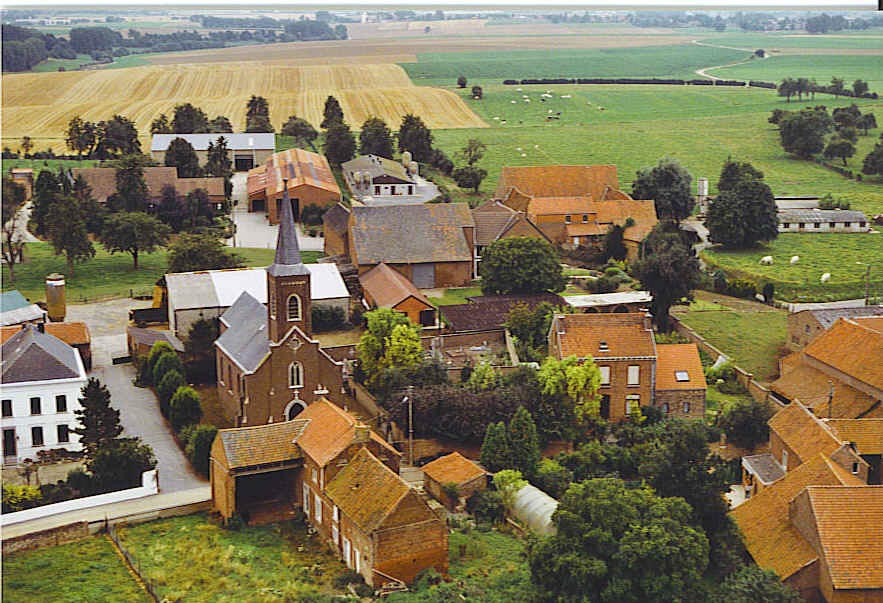
Luchtfoto Herstappe 1
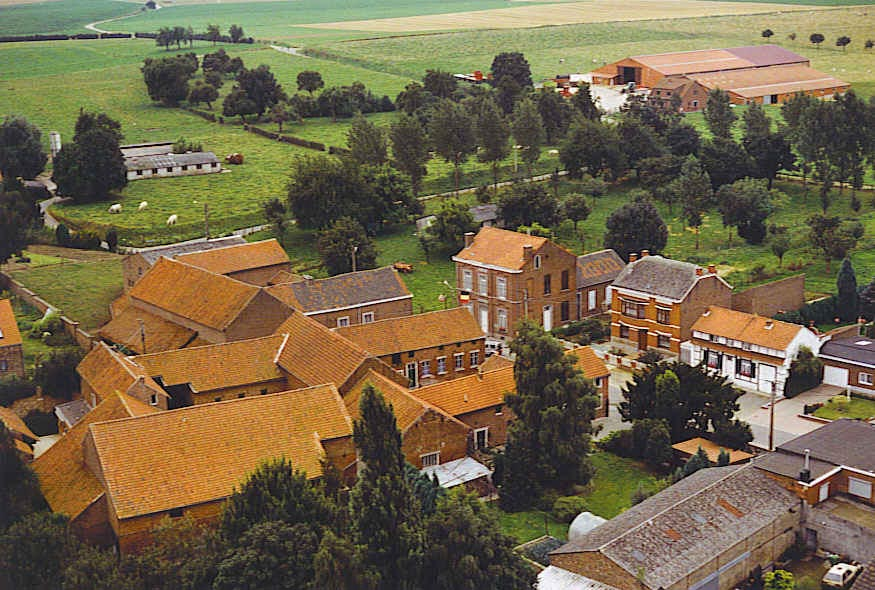
Luchtfoto Herstappe 2
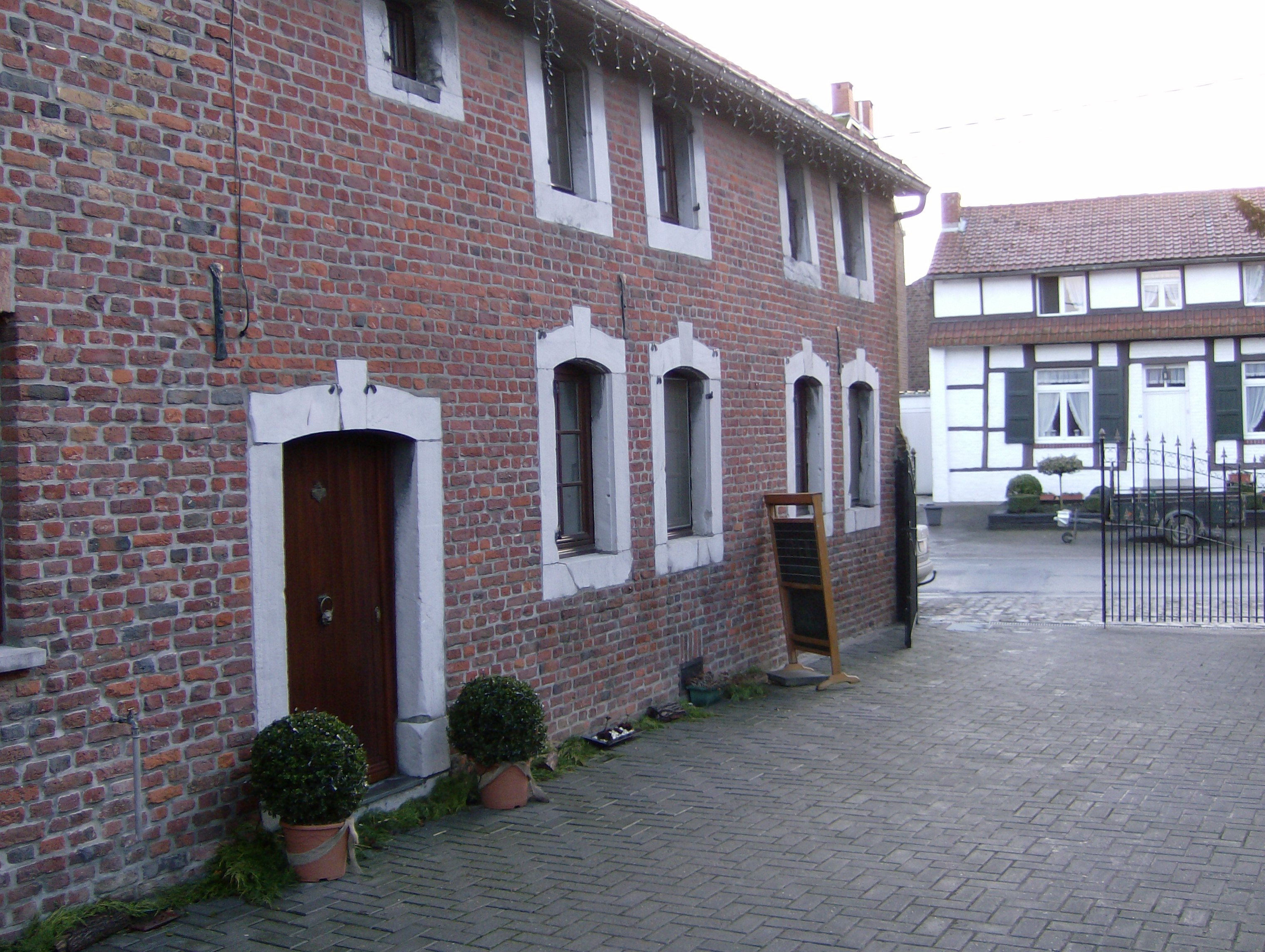
Tolhuis Herstappe

Alken · As · Beringen · Bilzen-Hoeselt · Bocholt · Bree · Diepenbeek · Dilsen-Stokkem · Genk · Gingelom · Halen · Hamont-Achel · Hasselt · Hechtel-Eksel · Heers · Herk-de-Stad · Herstappe · Heusden-Zolder · Houthalen-Helchteren · Kinrooi ·  Lanaken · Leopoldsburg · Lommel · Lummen · Maaseik · Maasmechelen · Nieuwerkerken · Oudsbergen · Peer · Pelt · Riemst · Sint-Truiden · Tessenderlo-Ham · Tongeren-Borgloon · Voeren · Wellen · Zonhoven · Zutendaal

België: Provincies · Gemeenten